# Balcon Truman
Pour les articles homonymes, voir Balcon (homonymie).

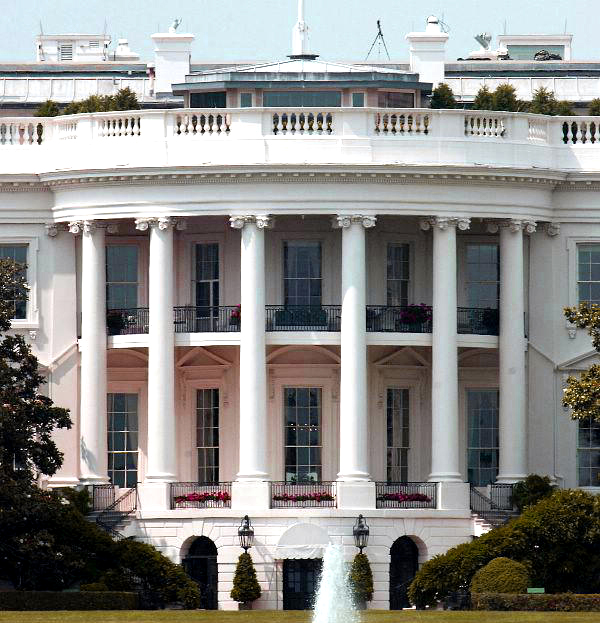
Le balcon Truman au second étage de la façade sud de la Maison-Blanche.

Le balcon Truman (Truman Balcony) est un balcon du second étage de la Résidence exécutive de la Maison-Blanche, donnant sur la pelouse Sud. Il fut construit en 1948 sous la présidence de Harry S. Truman.

## Controverse

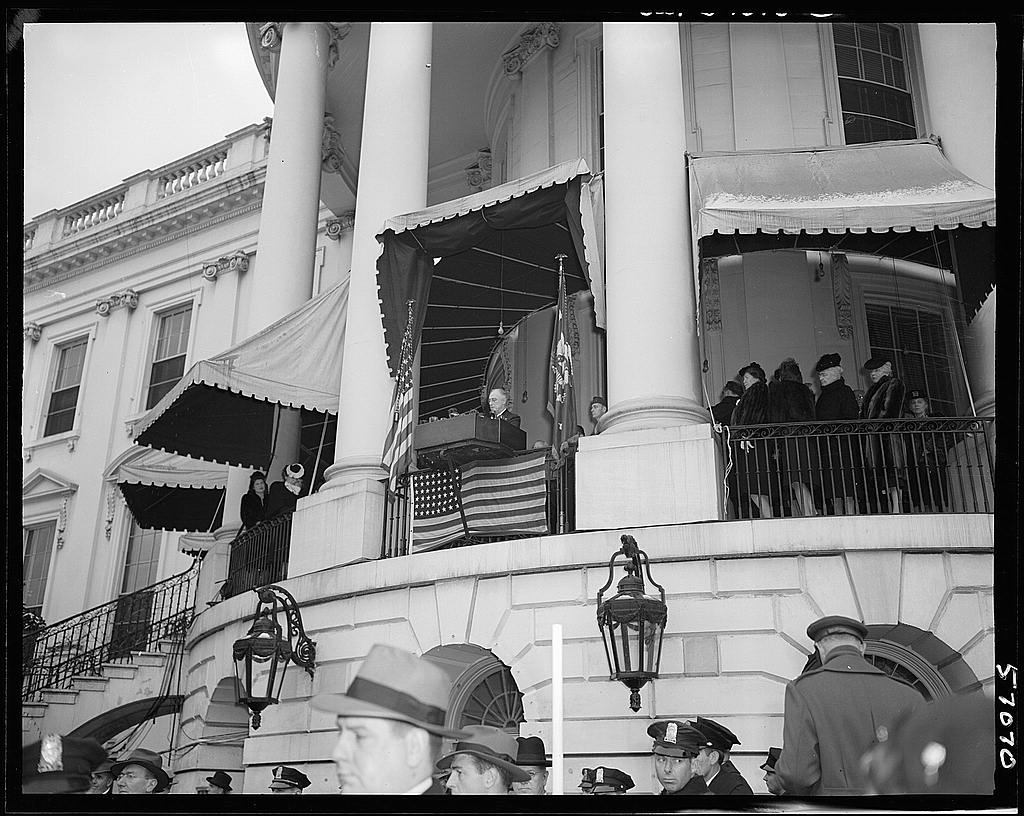
Photographie prise lors du discours inaugural du quatrième mandat du président Franklin D. Roosevelt (janvier 1945), montrant la façade sud de la Maison-Blanche avant la construction du balcon Truman. On y aperçoit les auvents que Truman détestait et que le balcon a remplacés.

Les plans de Truman pour construire un balcon ouvrant sur la Yellow Oval Room étaient controversés. Truman affirmait que l'ajout d'un balcon fournirait de l'ombre au portique du premier étage (le State Floor), évitant d'avoir besoin d'auvents et rééquilibrerait l'aspect général de la façade Sud de la Maison-Blanche en cassant les longues verticales créées par les colonnes du portique. Les critiques du projet dont des membres de la Commission des beaux-arts des États-Unis, arguaient que le style grec classique du bâtiment serait sapé juste pour créer un espace de loisir pour la First Family (la famille du président des États-Unis). Le président de la commission, l'architecte et ingénieur Gilmore D. Clarke, écrivit à Truman pour exprimer son opposition au balcon. Truman lui répondit en réaffirmant qu'il pensait que ce balcon améliorerait la résidence et permettrait de remplacer les inesthétiques auvents, qui accumulaient les salissures et constituaient une « intrusion visuelle », par des stores enroulables sous le nouveau balcon.  

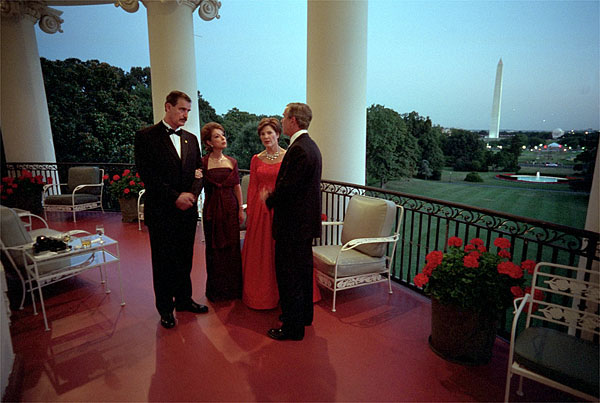
Le président George W. Bush avec le président mexicain Vicente Fox sur le balcon, en 2001.

Les dessinateurs politiques de l'époque firent des caricatures du projet, allant même jusqu'à suggérer que cela pourrait couter l'élection présidentielle de 1948 à Truman.

## Construction
Les plans du balcon furent approuvés par l'architecte William Adams Delano. Aucune demande ne fut faite au Congrès américain pour les 16 050,74 dollars pour le coût de la construction, Truman ayant économisé une somme suffisante sur le budget d'entretien de la Maison-Blanche. Le balcon fut achevé et plusieurs de ceux qui s'y étaient opposés reconnurent, qu'en fait, le balcon améliorait l'aspect de la façade.

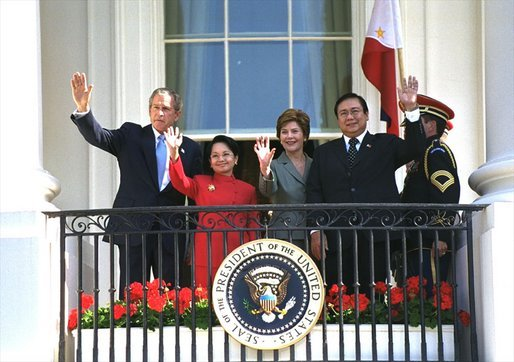
Le président George W. Bush avec la présidente des Philippines Gloria Arroyo, en 2003.

## Aujourd'hui
Lors des visites d'État à la Maison-Blanche, l'accueil et les manifestations se déroulent sur la pelouse Sud, le sceau présidentiel est fixé sur le balcon d'où viennent saluer le président et le chef d'État invité.

## Dans la fiction
Il s'agit d'un des lieux de l'action du film Président d'un jour (1993). À partir de la saison 4 de la série télévisée américaine Scandal, il est un lieu important de l'intrigue. Une scène dans l'épisode 14 de la série télévisée américaine Designated Survivor se déroule sur le balcon Truman.

## Source
- (en) Cet article est partiellement ou en totalité issu de l’article de Wikipédia en anglais intitulé « Truman Balcony » (voir la liste des auteurs).